# Royal Match
Royal Match — бесплатная (free-to-play) игра-головоломка для мобильных устройств в жанре «три в ряд». В игре необходимо проходить уровни, составляя элементы в одну линию. После прохождения уровня игрок может продвинуться дальше по сюжету, в котором нужно помочь королю Роберту восстановить его замок.
В июле 2023 года, спустя два с половиной года после релиза, игра стала самой прибыльной мобильной игрой по ежемесячному доходу, сместив Candy Crush Saga с первого места. В конце 2023 года игра также стала самой доходной мобильной игрой года. Ежемесячно в игре активны около 55 миллионов пользователей. Игра была загружена более 180 миллионов раз.

## Геймплей
Главным героем игры является король Роберт, который хочет восстановить свой замок. Для восстановления нужны звёзды, которые можно получить за прохождение уровней. При проигрыше игрок теряет одну жизнь, всего их пять. Они восстанавливаются с течением времени или за внутриигровую валюту. В игре можно получить бонус, предоставляющий безлимитное количество попыток на ограниченное время.
Уровни в жанре «три в ряд» представляют собой сетку из элементов, которые можно менять местами. Игроку требуется расположить одинаковые элементы так, чтобы они стояли в одну линию из трёх и более элементов или формировали квадрат. После этого элементы исчезнут. Если элементов будет больше трёх, на их месте появится усилитель, который можно использовать для облегчения прохождения. Тип полученного усилителя зависит от формы и количества элементов, усилители можно объединять, чтобы увеличить силу их действия. Кроме того в игре есть дополнительные усилители, которые игрок может применить по своему желанию. Эти усилители можно получить из подарков, за выполнение заданий, за продвижение по боевому пропуску, приобрести за внутриигровую валюту.
Уровни отличаются по сложности: существуют обычные, «сложные» и «супер сложные»; по ограничениям: в некоторых уровнях требуется справиться за определённое количество ходов, а в других за ограниченное время; по задаче: иногда нужно соединить элементы рядом с недвижимыми объектами, чтобы сломать их; в других уровнях требуется собирать элементы одного цвета или использовать определённое количество усилителей. Также в игре существуют бонусные уровни, в которых игрок получает дополнительную внутриигровую валюту, а также такие, в которых нужно спасти короля от опасности. Игрок может принять участие в турнирах или вступить в команду.
В игре присутствуют необязательные внутриигровые покупки, предназначенные для облегчения прохождения. На февраль 2024 года в игре уже было более 7300 уровней, а новые уровни выходят каждые две недели.

## Разработка и выпуск
Игру разработала турецкая студия Dream Games. Игра стала первой для студии.
Royal Match была представлена в раннем доступе на iOS и Android в июле 2020 года в Канаде, Турции и Великобритании. Критики положительно восприняли игру, похвалив разработчиков за то, что они взяли лучшее из игр предшественников, убрав то, что раздражало игроков. Игровые механики не были новыми, но их комбинация оказалась удачной и привлекла многих пользователей. В раннем доступе игра достигла 1 миллион загрузок и 200 000 игроков в день в среднем.
Официальный релиз игры состоялся 25 февраля 2021 года. К середине года Royal Match вошла в топ-20 самых кассовых мобильных игр в США, Великобритании и Германии, с более чем 6 миллионами активных пользователей.
В апреле 2022 года выручка впервые превысила $30 млн за месяц, а в последние три месяца года игра ежемесячно превышала $40 млн ежемесячного дохода. В декабре 2022 года игру установили 5,7 млн раз. В 2022 году игра заняла 21-е место в рейтинге самых прибыльных мобильных игр.
В июле 2023 года Royal Match впервые обогнала Candy Crush Saga по количеству загрузок и доходов. 14,6 млн скачиваний за месяц относительно 14,4 млн и $112 млн за месяц относительно $104 млн у Candy Crush Saga. При этом Royal Match всё ещё отставала по количеству ежедневно активных пользователей. В конце 2023 года игра также стала самой доходной мобильной игрой года.

### Маркетинг
Студия уделила особое внимание маркетинговому подходу. Реклама игры стала вирусной и вызвала критику. В ней показано, как игрок пытается спасти короля от смерти, решая головоломку, и не справляется. Возмущение пользователей вызвало то, что в самой игре не было опасности для короля (за исключением редких уровней «Кошмар короля»), требовалось просто украшать замок. При этом сама реклама дала положительные результаты, так как 61,5 % зрителей устанавливали игру после просмотра.
Кроме того в рекламе Royal Match приняли участие знаменитости, например, Саймон Коуэлл, Аманда Холден, Райлан Кларк, Олли Мерс, Стейси Соломон, Дермот О’Лири, Тесс Дэйли и Вернон Кей.